# The Big C
The Big C foi uma série de televisão norte-americana dos gêneros drama e comédia de humor negro. Estreou em 16 de agosto de 2010 no canal Showtime. No Brasil é transmitida pela HBO, estreando em 16 de janeiro de 2011.

## Sinopse
Comedida professora de Minneapolis recebe diagnóstico de que sofre de melanoma maligno e terá pouco tempo de vida. Diante da trágica situação, ela tenta viver com humor e descontraidamente o tempo que lhe resta.

## Elenco
- Laura Linney.....Catherine "Cathy" Jamison - Cathy é uma professora do ensino médio diagnosticada com melanoma maligno. Para não afligir a família, não lhes conta o problema, apenas para sua vizinha Marlene. Se torna mais descontraída e impulsiva.
- Oliver Platt.....Paul Jamison - marido de Cathy, foi obrigado a sair de casa mas não desiste de retornar.
- Gabriel Basso.....Adam Jamison - filho adoslescente de Cathy, que resiste as tentativas dela se aproximar.
- John Benjamin Hickey.....Sean Tolkey - é o morador de rua, ambientalista e estranho irmão de Cathy.
- Phyllis Somerville.....Marlene - vizinha de meia-idade de Cathy, inicialmente antipática, mas logo se tornam amigas.
- Reid Scott.....Dr. Todd Mauer - médico oncologista e confidente de Cathy.
- Gabourey Sidibe.....Andrea Thomas - aluna que Cathy se interessa em ajudar a diminuir sua obesidade.

## Produção
Produzido pela Original Film e Sony Pictures Television, tem a protagonista Laura Linney como uma das produtoras executivas. A trilha sonora é do compositor brasileiro Marcelo Zarvos.

## Premiações
Globos de Ouro
- Melhor atriz em série musical ou de comédia de 2010 para Laura Linney.

Satellite Awards
- Melhor atriz em série musical ou de comédia de 2010 para Laura Linney.
- Melhor série musical ou de comédia de 2010.[2]